# Tina Yothers
Tina Yothers (Whittier, Californië, 5 mei 1973) is een voormalig kindster. Ze is de dochter van filmproducent Robert Yothers. Ze heeft drie broers Jeff, Randy en Cory die allemaal in commercials hebben gespeeld. Ze heeft ook nog een zus.
Haar carrière begon al op 3-jarige leeftijd met het maken van commercials voor onder anderen McDonald's, Bell en Dorito's maar haar grootste bekendheid kreeg ze door haar rol van Jennifer Keaton in de Amerikaanse comedyserie Family Ties met onder andere Michael J. Fox die de rol van Alex P. Keaton speelde.
Ze is de schrijfster van het boek "Being Your Best: Tina Yothers's Guide for Girls" en heeft ook nog meegespeeld in de TV film Crash Course (1988).